# Irani
Irani är en kommun i Brasilien.   Den ligger i delstaten Santa Catarina, i den södra delen av landet, 1 300 km söder om huvudstaden Brasília. Antalet invånare är 9 534.
I omgivningarna runt Irani växer i huvudsak städsegrön lövskog. Runt Irani är det ganska glesbefolkat, med 28 invånare per kvadratkilometer.